# Altercatio Synagogae et Ecclesiae
L’ Altercatio Synagogae et Ecclesiae, o Altercatio Pauli et Gamalielis, è un'opera della prima metà del XII secolo attribuita a Corrado di Hirsau. Non va confusa con l’anonimo testo latino del V secolo, tramandato sotto il titolo Altercatio Ecclesiae et Synagogae, per quanto essa pure si inserisca a pieno titolo in quel filone di opere tardo antiche che discutono i rapporti tra cristianesimo ed ebraismo e mettono a confronto le due religioni. Diretta nelle intenzioni dell’autore a lettori cristiani, l’obiettivo dell’Altercatio è quello di spiegare loro la situazione relativa alla Nuova Alleanza in rapporto a quella Antica, e di definire i rapporti tra la Grazia e la Legge: possiamo quindi definirla un’opera più di catechesi che polemica.

## Contenuti
L’Altercatio si struttura in un dialogo diviso in ventidue capitoli. Nei primi due sono l’apostolo Paolo e il rabbino Gamaliele a parlare, il cui dibattito provoca la conversione di quest'ultimo e diventa un’occasione per approfondire spunti presi dall’Antico Testamento e per spiegare il Vangelo, nonché per parlare di questioni filosofiche e scientifiche, di arti liberali e temi più alti, come la costituzione dell’uomo e del mondo stesso. Dal terzo capitolo in poi invece la conversazione si sposta tra un maestro e un discepolo anonimi che discutono di testi tratti solamente dalle Sacre Scritture. Alla loro interpretazione tipologica e morale si mescolano gli sviluppi teologici della scolastica.
Anche la prefazione è strutturata in un dialogo e presenta l’opera come la prosecuzione di un dialogo scritto in precedenza tra la gioventù e la vecchiaia (probabilmente figure dell’Antico e Nuovo Testamento) che però non è ancora stato identificato.
Fonte e ispirazione per questo dialogo è l'opera di Ugo da San Vittore, in particolare il Didascalicon, del quale viene ripresa una lunga sezione, e il De sacramentis.

## Edizioni
Altercatio Synagogae et Ecclesiae, Melchior Novesianus, Coloniae 1537 [editio princeps].